# Грижиці (Любуське воєводство)
Грижиці (пол. Gryżyce, нім. Greisitz) — село в Польщі, у гміні Жагань Жаганського повіту Любуського воєводства.
Населення — 44 особи (2011).
У 1975-1998 роках село належало до Зеленогурського воєводства.

## Демографія
Демографічна структура станом на 31 березня 2011 року:
|          | Загалом | Допрацездатний вік | Працездатний вік | Постпрацездатний вік |
| -------- | ------- | ------------------ | ---------------- | -------------------- |
| Чоловіки | 22      | 5                  | 16               | 1                    |
| Жінки    | 22      | 3                  | 16               | 3                    |
| Разом    | 44      | 8                  | 32               | 4                    |